# 安德內斯穹丘
72°26′S 22°50′W / 72.433°S 22.833°W
安德內斯穹丘是南極洲的穹丘，位於科茨地，是威德爾海的三座穹丘之一，其餘為埃克斯普洛拉穹丘和極星號穹丘，該穹丘以挪威的海岸巡邏船命名。